# Urania Tourinho Peres
Urânia Maria Tourinho Peres é uma psicanalista e escritora brasileira,  imortal da Academia de Letras da Bahia, Cadeira 40,  doutora honoris causa pela Universidade Federal da Bahia. 

## Biografia
Casada com o imortal Fernando da Rocha Peres e mãe Daniel Tourinho Peres, professor de Filosofia na UFBA, e Maria Fernanda Tourinho Peres, professora da Faculdade de Medicina da Universidade de São Paulo (USP).
Participou da fundação da CLAPP- Clínica de Atendimentos Psicológicos e Psiquiátricos da Bahia em 1970, uma das instituições pioneiras no estabelecimento e desenvolvimento da psicanálise na Bahia.
Em 1988 fundou o Colégio Freudiano da Bahia, atualmente Colégio de Psicanálise da Bahia.
No mesmo ano passou a ser membro da École Lacanienne de Psychanalyse (Paris).
É membro correspondente da Association Insistence (Paris) e da  Escuela Freudiana de Buenos Aires.
Em 2018 organizou a coletânea de textos Entre Palavras, lançada pela Editora da Universidade Federal da Bahia (Edufba), reunindo artigos de membros do Colégio de Psicanálise da Bahia, na passagem dos 30 anos da instituição. Outras obras podem ser citadas, como Melancolia (1996), Mosaico de Letras (1999), Culpa (2001), Depressão e Melancolia (2003), além de um livro sobre a artista mexicana Frida Kahlo - Dor e arte (2002).
Em 25 de setembro de 2014, tomou posse como imortal da Cadeira 40 da Academia de Letras da Bahia.
Durante o biênio 2019-2021 integrou, ao lado dos acadêmicos Aramis Ribeiro Costa e Fredie Didier, o Conselho de Contas e Patrimônio da Academia.

Em recebeu o título de  doutora honoris causa pela Universidade Federal da Bahia.